# Renny Vega
Renny Vicente Vega Hernández, plus couramment appelé Renny Vega, est un footballeur international vénézuélien né le 4 juillet 1979 à Maracay (Venezuela), qui évolue au poste de gardien de but.

## Biographie

### International
En 1999, il participe à sa première sélection en équipe du Venezuela.
Il a participé à la Copa América 1999, à la Copa América 2001, à la Copa América 2007 et à la Copa América 2011 réalisant l'exploit de participer au but égalisateur contre le Paraguay en déviant de sa tête le ballon sur l'ultime corner pour son équipe l'équipe du Venezuela.

## Palmarès

### Collectif
- Avec Caracas FC :
  - Champion du Venezuela en 2009 et 2010.
  - Vainqueur de la Coupe du Venezuela en 2009.